# Alejandro Conde López
Alejandro Conde López (Valladolid, 7 febbraio 1939) è un pittore spagnolo specializzato nella rappresentazione di figure, paesaggi e opere astratte.

## Biografia
Alejandro Conde nacque a Valladolid, in Spagna, e compì i suoi studi nella scuola dei Gesuiti della città. Successivamente, tra il 1955 e il 1958, approfondì le sue conoscenze artistiche alla Scuola di Arti e Mestieri di Valladolid, dove studiò disegno e pittura. Nel 1956 iniziò a viaggiare a Parigi e nel 1959 vi si stabilì definitivamente, frequentando l'Académie de la Grande Chaumière, e avendo l'opportunità di entrare in contatto con artisti del calibro di Pablo Picasso e Salvador Dalí . A partire dal 1963, fece parte della cosiddetta École de Paris e intrecciò rapporti con pittori come Julio Viera, tra gli altri. Nel 1959 fu invitato a partecipare alla prima esposizione mondiale dei giovani artisti, organizzata da "L'Étoile d'Or" a Parigi. Divenne artista esclusivo della galleria "Rond Point Élysées" di Parigi, dove espose le sue opere dal 1960 al 1976. Durante gli anni 1964 e 1965 prese parte a diverse mostre collettive a Parigi, Monaco e Madrid, consolidando così la sua presenza nel panorama artistico internazionale.
Nel 1966 Alejandro Conde lasciò definitivamente Parigi e, l'anno successivo, si stabilì a Madrid, dove proseguì la sua attività pittorica ed espositiva. Dopo un periodo di assenza dalla scena artistica, nel 1993 fece il suo ritorno esponendo in occasione del centenario della nascita di Joan Miró, presso il Palacio de Congresos y Exposiciones di Madrid..
Tra gli artisti della sua generazione con cui condivise influenze e stimoli creativi, si annoverano Félix Cuadrado Lomas e Fernando Santiago "Jacobo", con i quali Alejandro Conde López si incrociò alla Scuola di Arti e Mestieri. Anche Gabino Gaona, pittore vallisoletano e membro del Gruppo Simancas, fece parte di questo circolo artistico. Conde, accomunato a loro dall’interesse per i paesaggi e dall’uso espressionista del colore, espose alla galleria Fernando Santiago di Valladolid. Tuttavia, il suo percorso lo condusse prima a Parigi e poi a Madrid, e nonostante le affinità stilistiche e le radici condivise con questi artisti, non si unì a loro a Simancas.

## Lavoro

### Dipinti figurativi
Lo stile pittorico di Alejandro Conde si inserisce nel postimpressionismo, con una particolare vicinanza all'espressionismo fauvista. Nella rappresentazione di paesaggi e nature morte, combina un approccio ingenuo con una sottile vena critica e satirica. Questo aspetto richiama l'espressionismo astratto, in particolare nelle opere di artisti come Willem De Kooning, evidente soprattutto nei suoi ritratti e nelle figure.

### Quadri astratti

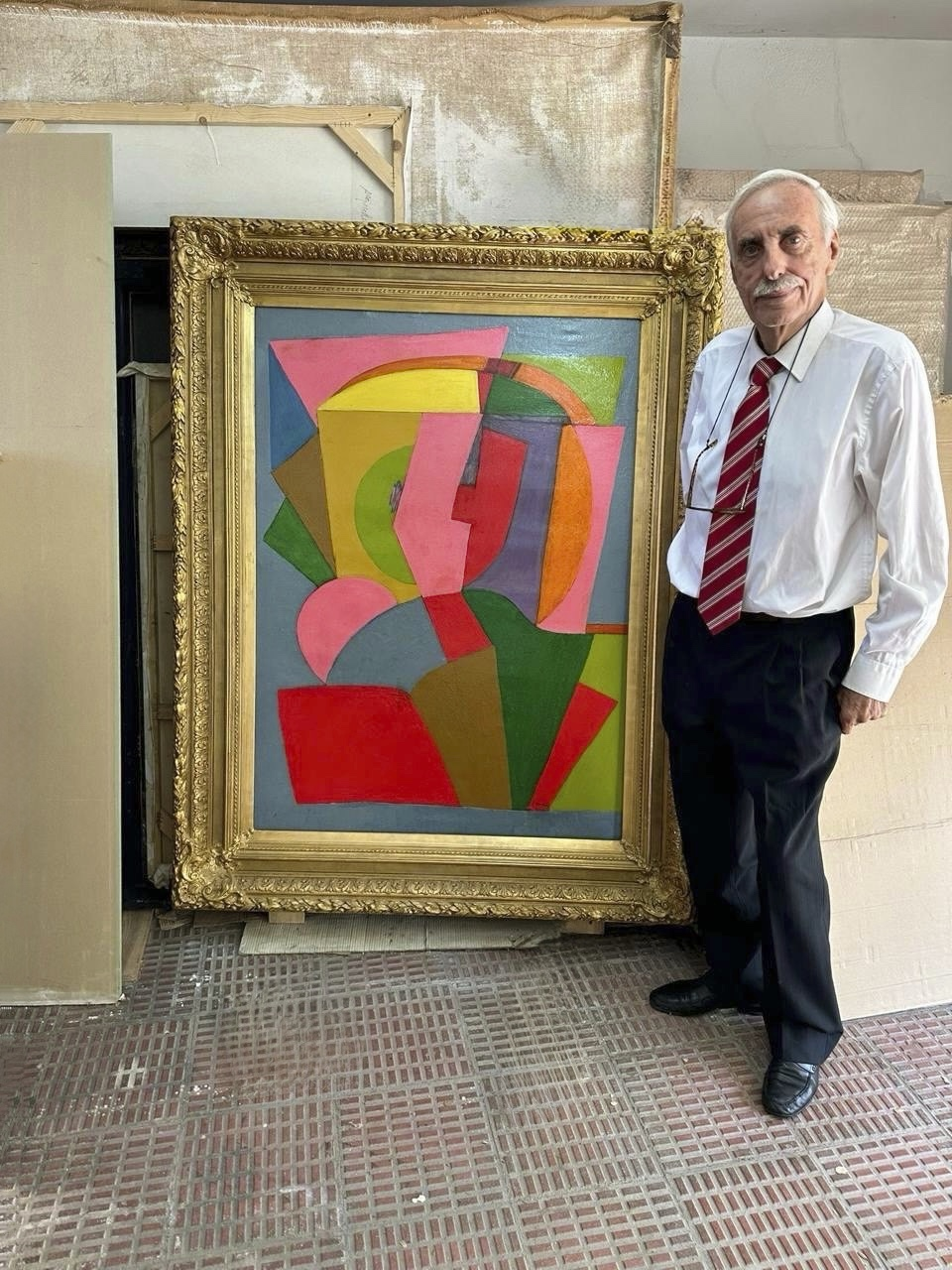
Il pittore Alejandro Conde López presenta un'opera astratta dipinta nel 2025

La sua produzione astratta affonda le radici nel fauvismo e si nutre della vivida luminosità delle vetrate delle chiese. Queste non solo impreziosiscono lo spazio con i loro colori vibranti, ma generano un’atmosfera immersiva che avvolge l’osservatore: prima lo sorprende con la sua intensità, poi lo guida verso una dimensione di contemplazione e riflessione.

## Riferimenti
1. ↑   Fernando Fernán Gómez, Diccionario de artistas contemporáneos de Madrid, Fernán-Gómez Arteguía Alderabán ed, 1996,  p. 136, ISBN 84-88676-17-4.
2. 1 2 3   Mario Antolín Paz, José Luis Morales y Marín e Wifredo Rincón García, Diccionario de pintores y escultores españoles del siglo XX, Forum Artis, 1994,  pp. 816–817, ISBN 84-88836-03-1.
3. ↑   diputaciondevalladolid.es,  http://www.diputaciondevalladolid.es/arte_valladolid/1/367/pagina_artista.shtml. URL consultato il 31 luglio 2023.
4. ↑   www.valladolidweb.es,  http://www.valladolidweb.es/valladolid/vallisolet/biograf/condelopez.htm. URL consultato il 1º agosto 2023.
5. ↑   Fernando Fernán Gómez, Diccionario de artistas contemporáneos de Madrid, Fernán-Gómez Arteguía Alderabán ed, 1996,  pp. 136, ISBN 84-88676-17-4.
6. ↑  (ES) Arte Valladolid: Guía de artistas de Valladolid, Diputación de Valladolid, Área de Cultura y Turismo, 2008.
7. ↑   Roberto Puviani, Dizionario Enciclopedico Internazionale d'Arte Moderna e Contemporanea, Casa Editrice Alba, 2008,  pp. 62.